# Brasilogyps
Brasilogyps is een geslacht van uitgestorven gieren behorend tot de Cathartidae die in het Laat-Oligoceen tot Vroeg-Mioceen in Zuid-Amerika leefde. De typesoort is Brasilogyps faustoi

## Fossiele vondst
Van Brasilogyps zijn fossiele delen van de enkel en voetwortel gevonden in de Tremembé-formatie in het Taubaté-bekken in de Braziliaanse staat São Paulo. Op deze locatie zijn ook fossielen van een andere roofvogel gevonden, Taubatornis. De vondsten dateren uit de overgang van het Oligoceen naar het Mioceen (SALMA Deseadan, 22-25 miljoen jaar geleden). Het Taubaté-bekken was in het Laat-Oligoceen en Vroeg-Mioceen een draslandgebied.

## Kenmerken
Brasilogyps was iets groter dan een zwarte gier.